# K2 Black Panther

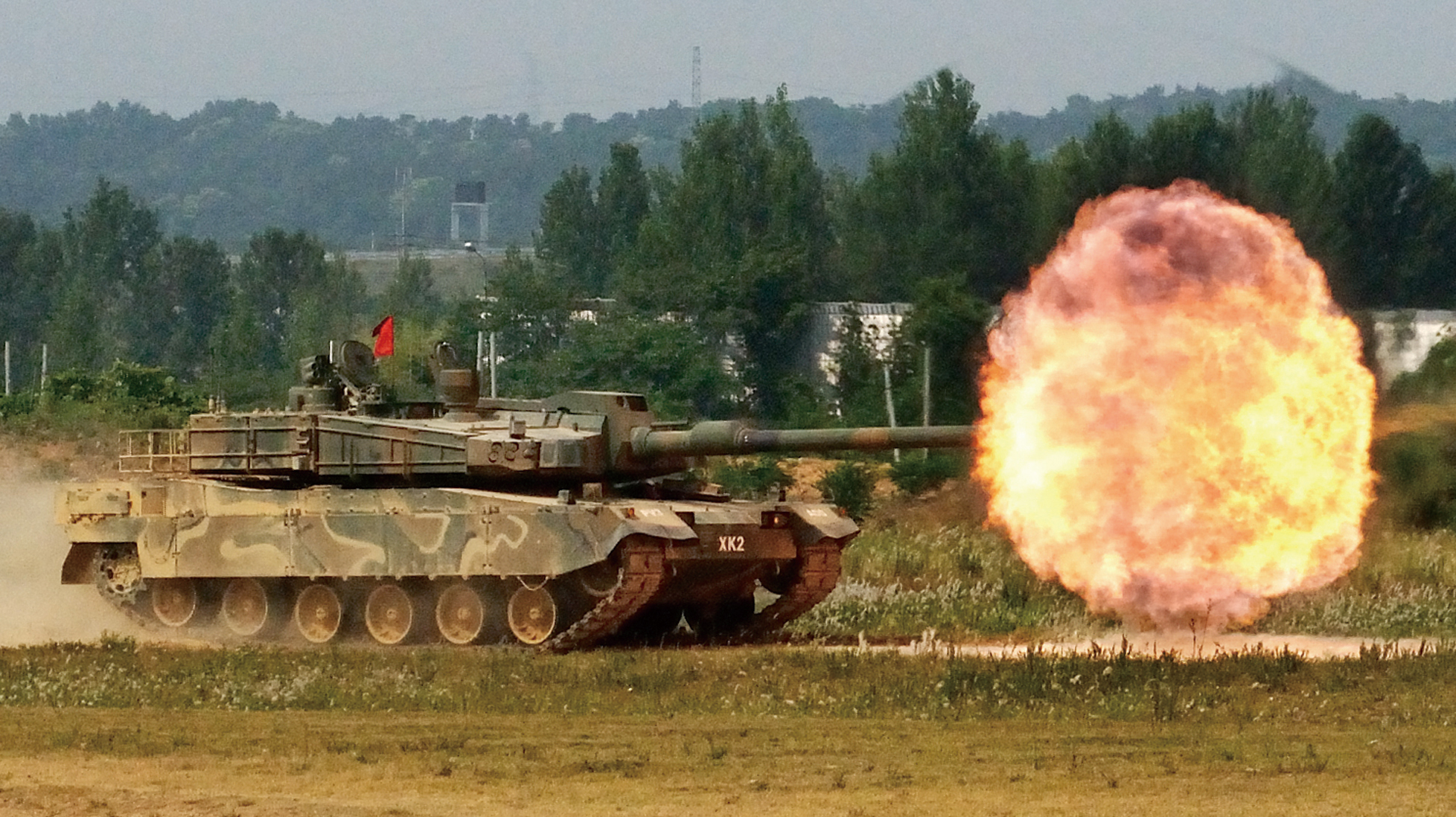
K2 Black Panter under eldgivning.

K2 Black Panther (koreanska: K2 전차 '흑표', hanja: K2 戰車 '黑豹', K2 jeoncha 'heugpyo'  , K = koreansk-framtagning), är en modern sydkoreansk huvudstridsvagn som tagits fram för inhemskt bruk och export. I den sydkoreanska armén är vagnen tilltänkt att ersätta majoriteten av de föråldrade M48 Patton stridsvagnar som varit i bruk sedan slutet av 1950-talet och komplettera de K1-vagnar som introducerades under 1990-talet och början av 2000-talet. Serieproduktion av K2 påbörjades under 2013 och de första vagnarna levererades till Sydkoreas försvarsmakt i juni 2014. 
K2 Black Panther är beväpnad med en 120 mm L/55 CN08 slätborrad högtryckskanon utvecklad av Hyundai Wia. Detta kompletteras av en autoladdare, liknande den som utformats för Leclerc, som kan avfyra upp till 10 skott per minut. Stridsvagnen kan invändigt stuva 40 skott totalt för huvudvapnet.